# Prix Raymond-Devos
Le grand prix Raymond-Devos de la langue française (souvent appelé simplement prix Raymond-Devos) est une récompense créée  en 2003, destinée à une personne « dont l’œuvre ou l’action contribue au progrès de la langue française, à son rayonnement et à sa promotion ». Théoriquement annuel, ce prix est décerné de manière irrégulière depuis sa création.
Créé en 2003 par le ministère de la Culture français, ce prix rend hommage à l'humoriste Raymond Devos (1922-2006).
Financé et mis en œuvre par la Délégation générale à la langue française et aux langues de France, il est généralement remis chaque année par le ministre de la Culture à l’occasion de l’ouverture de la Semaine de la langue française et de la Francophonie qui a lieu au mois de mars.

## Historique
Le grand prix Raymond-Devos de la langue française est institué le 17 mars 2003 par un arrêté du ministre de la Culture et de la Communication Jean-Jacques Aillagon.
Le jury est présidé par le délégué général à la langue française et aux langues de France et constitué de personnes choisies pour leur compétence dans le domaine de la langue française, qui sont nommées par le ministre de la Culture pour une durée d'un an renouvelable.

## Liste des lauréats

### Prix principal

#### Années 2000
- 2003 :  Mohamed Fellag
- 2004 :  Jean-Loup Dabadie
- 2005 :  Bruno et Vincent Counard, alias les Frères Taloche
- 2006 :  Pierre Palmade
- 2007 : non décerné
- 2008 : non décerné
- 2009 :  François Rollin

#### Années 2010
- 2010 : non décerné
- 2011 :  Vincent Roca
- 2012 :  Guillaume Gallienne
- 2013 :  François Morel
- 2014 :  Stéphane De Groodt[4]
- 2015 :  Jean-Jacques Vanier[5]
- 2016 :  Jacques Bonnaffé
- 2017 : non décerné
- 2018 : non décerné
- 2019 : non décerné

#### Années 2020
- 2020 : non décerné
- 2021 : non décerné
- 2022 :  Alex Lutz[6]
- 2023 : non décerné
- 2024 : non décerné
- 2025 :  Dany Boon

### Prix spécial
- 2022 : Grand prix du centième anniversaire de la naissance de Raymond Devos :  Muriel Robin[6]

### Textes réglementaires
- « Arrêté du 17 mars 2003 instituant un Grand Prix Raymond Devos de la langue française », sur Légifrance (consulté le 22 mars 2025).